# Prosaptia friederici et pauli
Prosaptia friederici et pauli là một loài dương xỉ trong họ Polypodiaceae. Loài này được Christ in Schum.et.Laut. mô tả khoa học đầu tiên năm 1905.
Danh pháp khoa học của loài này chưa được làm sáng tỏ. 